# Klop-Klop
Klop-Klop is de handelsnaam van een zuivelpoeder dat na aanmaak met koude melk een soort slagroom vormt. Het product werd aanvankelijk op de markt gebracht door de ZNZ uit Roermond maar wordt in de 21ste eeuw geproduceerd door FrieslandCampina onder de merknaam Campina.
Klop-Klop moet niet verward worden met Klop-Fix van Dr. Oetker: dat is een slagroomversterker en geen slagroomvervanger.

## Ingrediënten
Klop-Klop wordt gemaakt van druivensuiker, gewone suiker, gehard kokosvet, glucosestroop en melkeiwit. De emulgator is E472b en lactose (melk). De gebruikte kleurstof is luteïne (E160b).